# 陸上幕僚監部
陸上幕僚監部（りくじょうばくりょうかんぶ、略称：陸幕（りくばく）、英語：Ground Staff Office、略称：GSO）は、日本の官公庁の一つであり、防衛省の特別の機関である。

## 概要
防衛省に置かれている特別の機関のひとつであり、陸上自衛隊の任務に関する防衛大臣の幕僚機関として、陸上自衛隊の部隊等の管理運営の調整や部隊の防衛力の整備等を掌る。
陸上幕僚監部の長は陸上幕僚長で、所在地は市ヶ谷駐屯地（東京都新宿区）。主に陸上自衛官によって構成され、いわゆる背広組（事務官）中心の防衛省内部部局（内局）とともに、専門的知見に基づき、防衛大臣を補佐する役割を担う。陸上幕僚副長は師団長または相当職を経験した陸将から任じられ、幕僚長に事故があるとき、または幕僚長が欠けたときにおける職務代行及び幕僚監部の業務を監督する。
かつては、まず陸上幕僚監部がいわゆる軍政（フォースプロバイダー）と軍令（フォースユーザー）の双方の事項について計画立案し、さらに防衛省の内部部局がそれらを調整するという二重の手順を経る形になっていた。2000年代に入ってからの防衛省改革により、部隊運用にかかる部分については、統合幕僚監部/統合幕僚長の職掌となり、陸上幕僚監部は軍政（フォースプロバイダー）としての部隊運営が主となっている。

## 沿革
- 1950年（昭和25年）
  - 8月14日：警察予備隊が発足。
  - 10月9日：部隊中央本部（長は部隊中央本部長：警察監）が越中島に置かれる。
  - 12月29日：「警察予備隊の部隊の編成及び組織に関する規程」が公布施行され総隊総監部（長は総隊総監：警察監）が越中島に置かれる。

第一幕僚監部
- 1952年（昭和27年）8月1日：保安庁が発足。総隊総監部は第一幕僚監部（長は第一幕僚長：保安監）と改称。

陸上幕僚監部
- 1954年（昭和29年）7月1日：防衛庁が発足。第一幕僚監部は陸上幕僚監部（長は陸上幕僚長：陸将）と改称。
- 1956年（昭和31年）3月28日：陸上幕僚監部が霞が関庁舎に移転。
- 1960年（昭和35年）1月11日：陸上幕僚監部が檜町庁舎に移転。
- 2000年（平成12年）5月8日：陸上幕僚監部が市ヶ谷庁舎に移転。
- 2006年（平成18年）3月27日：統合幕僚監部を新設に伴い、部隊運用関係部署を統幕に移行。

## 内部組織
内部編成は次のとおり。
- 部長は陸将補
- 課長は1等陸佐（一）
- 室長は1等陸佐（二）
- 班長は1等陸佐（三）

非公然組織については、後述を参照。
- 監理部（部長：将補（二））
  - 総務課
    - 企画班
    - 渉外班
    - 監理班
    - 民間力活用推進班
    - 行政文書管理室
    - 庶務室
    - 広報室
    - 副官

  - 会計課
    - 総括班
    - 経理班
    - 予算班
    - 会計監査班
- 人事教育部（部長：将補（一））
  - 人事教育計画課
    - 企画班
    - 制度班
    - ワークライフバランス推進企画班
    - 予備自衛官室
    - 服務室
    - 教育室
      - 計画班
      - 教育班

    - 再就職管理室

  - 補任課
    - 人事第1班
    - 人事第2班
    - 職員人事管理室

  - 募集・援護課
    - 総括班
    - 募集班
    - 援護班

  - 厚生課
    - 厚生班
    - 家族支援班
    - 共済班
    - 給与室
- 運用支援・訓練部（部長：将補（一））
  - 運用支援課
    - 企画班
    - 運用支援班

  - 訓練課
    - 総括班
    - 器材・演習場班
    - 訓練・演習班
- 防衛部（部長：将補（一））
  - 防衛課
    - 防衛班
    - 編成班
    - 業務計画班
    - 研究室
      - 計画班
      - 研究班

    - 女性・平和・安全保障推進室
    - 分析企画官
    - 防衛調整官
    - 防衛協力センター
      - 計画班
      - 日米協力班
      - 防衛協力班

  - 施設課
    - 総括班
    - 施設班
    - 営繕班
    - 環境保全班
- 装備計画部（部長：将補（一））
  - 装備計画課
    - 企画班
    - 後方計画班
    - 補給管理班

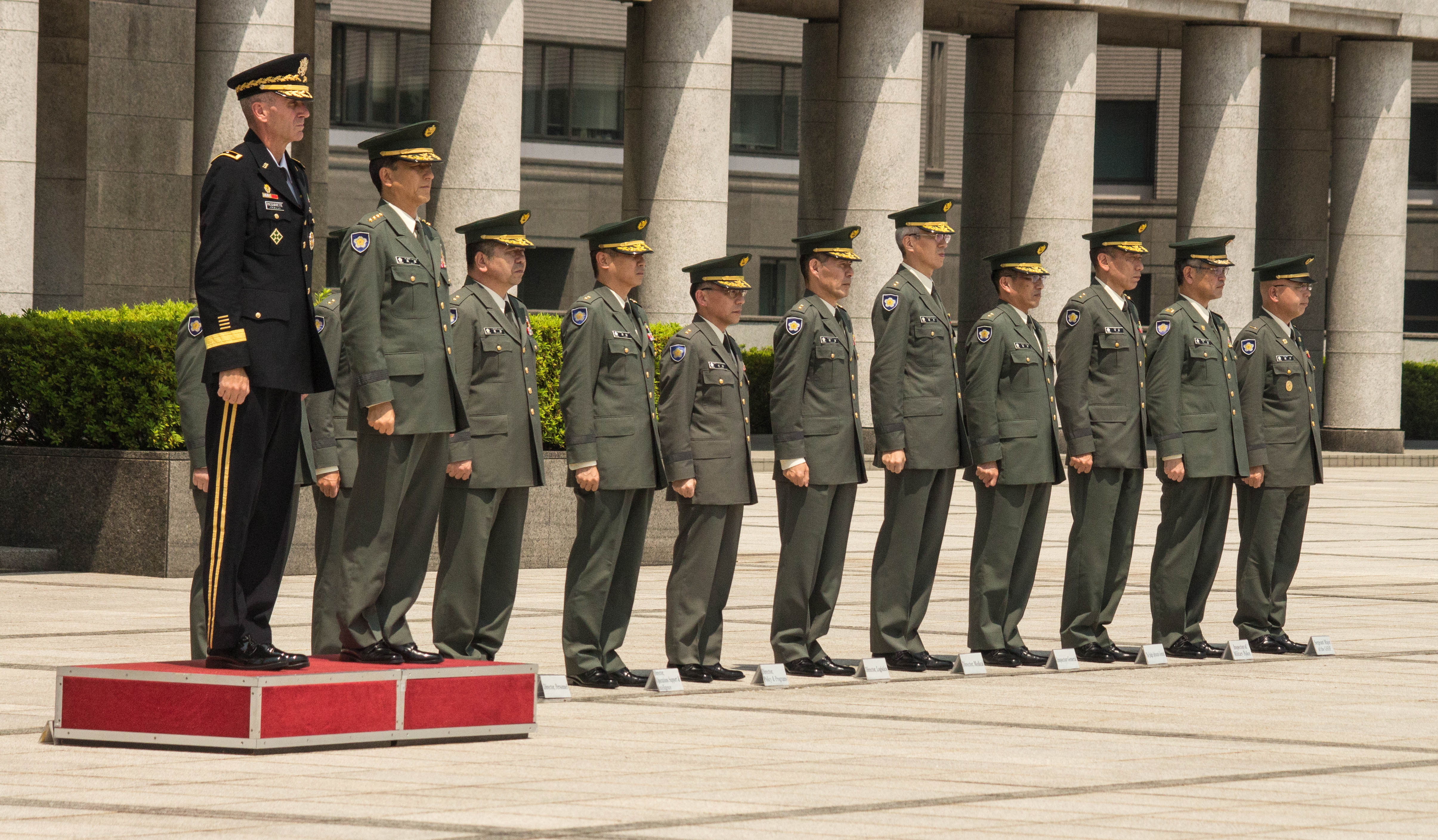
陸上幕僚監部の主要幹部ら（2015年7月10日）

    - 需品室（総括班、需品班、燃料班、糧食班）
    - 輸送室（総括班、鉄道・船舶班、道路・航空班）

  - 武器・化学課
    - 総括班
    - 火器班
    - 車両班
    - 誘導武器班
    - 弾薬班
    - 化学室

  - 通信電子課
    - 総括班
    - 通信器材班
    - 電子器材班
    - 電計班
    - 施設器材班

  - 航空機課
    - 総括班
    - 航空機班
    - 航空安全班

  - 開発課
    - 総括班
    - 開発第1班
    - 開発第2班
- 指揮通信システム・情報部（部長：将補（二））
  - 指揮通信システム課
    - 企画班
    - 指揮通信システム班
    - サイバー・電磁波領域班

  - 情報課
    - 総合情報班
    - 地域情報班
    - 基盤情報班
    - 武官業務班
    - 情報保全室
- 衛生部（部長：将補（二）・医官）
  - 企画室（企画班、衛生計画班）
  - 医務・保健班
  - 薬務班
- 監察官（将補（二））
  - 総括副監察官
  - 副監察官
- 法務官（将補（二））
  - 副法務官
  - 総括班
- 警務管理官（1佐（一））
  - 総括班
  - 警務班

### 内部組織の変遷
- 1950年（昭和25年）12月29日 - 警察予備隊総隊総監部の設置により、「警察予備隊の部隊の編成及び組織に関する規程」（昭和25年総理府令第52号）が制定された[2]。

1. 総隊総監部には一般幕僚機関として人事、調査、訓練及び管理の4部並びに書記室を置き、特別幕僚機関として総務・保営・法務・検務・監察・衛生・施設・会計・補給・武器・通信・化学・輸送の13課及び経理官室が置かれた[2][3]。
2. 総隊副総監（警察監）1人、部長4人、主任経理官1人、課長13人、必要により衞生監1人を置く[2]。

- 1952年（昭和27年）
  - 7月31日 - 「保安庁第一幕僚監部組織規程」（昭和27年総理府令第47号）が制定された[4]。
  - 8月1日 - 保安庁設置により、総隊総監部は第一幕僚監部となり、上記規程により第一幕僚副長（保安監又は保安監補）が置かれ、幕僚監部に幕僚庶務室の外、監理部・第1部・第2部・第3部・第4部の5部からなる一般幕僚機関と14課（総務・保営・法務・監察・警務・調達・会計・衛生・施設・補給・武器・通信・化学・輸送）からなる特別幕僚機関及び衛生監をもって組織された[3][4]。幕僚庶務室に幕僚幹事、部に部長、課に課長が置かれた[4]。
  - 8月23日 - 「厚生課」が設置。
- 1954年（昭和29年）7月1日 - 防衛庁が発足により、防衛庁組織令（昭和29年政令第178号）が制定された[5]。

1. 第一幕僚監部は陸上幕僚監部となり、陸上幕僚副長（陸将）が置かれ、一般幕僚機関として幕僚庶務室及び従来の5部の他、第5部が設置され6部が置かれた。また、必要により衛生監（陸上自衛官）が置かれた[5]。
2. 特別幕僚機関には従来の14課のうち保営課が廃止され、「募集課」が設置された[3]。
3. 幕僚庶務室には幕僚幹事を、部に部長を、課に課長が置かれた[5]。

※陸上幕僚副長、衛生監、監理部・第1部・第2部・第3部・第4部・第5部・幕僚庶務室、総務・募集・厚生・法務・監察・警務・会計・衛生・施設・補給・武器・通信・化学・輸送各課
- 1957年（昭和32年） - 「陸上幕僚監部の内部組織に関する訓令」（昭和32年陸上自衛隊訓令第21号）が制定される。
- 1963年（昭和38年）8月15日 - 監察課を廃止し、「監察官」を新設。「航空課」を新設。
- 1978年（昭和53年）
  - 1月13日 - 「陸上幕僚監部の内部組織に関する訓令」（昭和53年1月13日陸上自衛隊訓令第2号）が制定され、「陸上幕僚監部の内部組織に関する訓令」（昭和32年陸上自衛隊訓令第21号）が全部改正される。
  - 1月30日 - 上記改正により、従来の一般幕僚と特別幕僚の並列式の制度を部の下に課を置く直列式に改組。

※監理部（総務、法務、会計課）、人事部（旧第1部：人事計画、補任、募集、厚生、警務課）、調査部（旧第2部：調査第1、第2課）、防衛部（旧第3部：防衛、運用、研究課）、装備部（旧第4部：管理・輸送、武器・化学、通信電子、航空機、需品、施設、開発課）、教育訓練部（旧第5部：教育、訓練課）、衛生部（旧衛生監）
- 1981年（昭和56年）4月3日 - 装備部の管理・輸送課を廃止し、輸送室は「輸送課」として独立、「装備計画課」を新設。
- 1990年（平成02年）6月8日 - 援護室を廃止し、「援護業務課」を新設。
- 1997年（平成09年）1月20日 - 情報本部の新編に伴い、調査部調査第1課と調査第2課を統合し、「調査課」を新設。
- 2001年（平成13年）4月1日 - 人事部警務課を廃止し、陸上幕僚長直属の「警務管理官」を新設。
- 2004年（平成16年）3月29日 - 防衛部研究課を情報通信・研究課に改編。教育訓練部の教育課と訓練課を統合、「教育訓練課」とするとともに「教育訓練計画課」を新設。
- 2006年（平成18年）
  - 3月27日 - 教育訓練部及び衛生部を除く各部課について、大規模な組織改編が行われた。

1. 情報本部が防衛庁長官直轄の機関に移行したことに伴い、調査部は「運用支援・情報部」に改編された。別班は引き続き運用支援・情報部に置かれたほか、自衛官や防衛産業関係者への｢適格性確認｣を行う情報保全部署として、運用支援・情報部情報課に「情報保全室」を設置した。
2. 統合幕僚監部新設に伴い防衛部運用課は廃止され、「防衛課」及び「情報通信・研究課」の2課体制となった。
3. 監理部法務課（1佐職）を廃止し、陸上幕僚長直属の「法務官」（将補（二））を新設。
4. 人事部の援護業務課及び募集課を統合し、「募集・援護課」に改編。
5. 装備部の輸送課を「輸送室」に縮小。

- 4月1日 - 陸上自衛隊最先任上級曹長を設置。

- 2010年（平成22年）3月26日 - 運用支援・情報部運用支援課に自衛艦隊及び航空総隊、航空支援集団との連絡調整を司る「陸上連絡官」を新設。
- 2014年（平成26年）3月26日 - 装備部副部長職及び装備部開発課を廃止し、陸上幕僚長直属の「開発官」を新設[7]。
- 2015年（平成27年）10月1日 - 防衛装備庁新編に伴う組織改編[8]

1. 装備部を装備計画部に改編するとともに需品課を廃止し、装備計画課内の「需品室」に縮小。
2. 装備部施設課を防衛部隷下に移管。
3. 開発官を廃止し、情報通信・研究課開発室を新設。

- 2017年（平成29年）3月27日 - 大規模な組織改編が行われた[9]。

1. 人事部及び教育訓練部を廃止し、「人事教育部」を新設。
2. 運用支援・情報部を廃止し、「運用支援・訓練部」を新設。
3. 「指揮通信システム・情報部」を新設。
4. 防衛部の情報通信・研究課を廃止し、防衛課国際協力室を「防衛協力課」に改組。

- 2018年（平成30年）3月27日 - 陸上総隊新編に伴う組織改編

1. 運用支援課運用支援第1班と運用支援第2班を統合し、「運用支援班」に改編。
2. 運用支援課陸上連絡官を廃止。

- 2019年（平成31年）3月26日 - 人事教育計画課に「ワークライフバランス推進企画班」を新設。
- 2020年（令和2年）3月26日 - 情報公開・個人情報保護室と文書班を統合し、監理部総務課に「行政文書管理室」を新設。
- 2021年（令和3年）
  - 3月18日 - 指揮通信システム課に「サイバー・電磁波領域班」を新設。
  - 4月1日 - 人事教育部人事教育計画課に「再就職管理室」を設置。
- 2024年（令和6年）3月21日 - 組織改編。

1. 監理部総務課に「民間力活用推進班」を新設[10]。
2. 人事教育部人事教育計画課教育室に「計画班」、「教育班」を新設。
3. 防衛部の防衛協力課を廃止し[11]、「防衛協力センター」を新設。防衛課研究室に「計画班」、「研究班」を新設。
4. 防衛部の開発室を廃止し、装備計画部に「開発課」を新設[11]。装備計画課需品室に「総括班」、「需品班」、「燃料班」、「糧食班」を、輸送室に「総括班」、「鉄道・船舶班」、「道路・航空班」を新設。
5. 衛生部企画室に「企画班」、「衛生計画班」を新設。
6. 総括副法務官を「副法務官」に改組。法務官付に「総括班」を新設。
7. 警務管理官付に「総括班」、「警務班」を新設。

- 2024年（令和7年）4月1日 - 防衛課に「女性・平和・安全保障推進室」を新設[12]。

### 指揮通信システム・情報部別班
公式には存在を否定されている が、情報幕僚（G2）にあたる指揮通信システム・情報部（旧第二部、調査部、運用支援・情報部）には、ヒューミントを担当する情報1班特別勤務班、いわゆる別班（べっぱん、英語：Defence Intelligence Team, DIT）が存在したとされている。
前身である警察予備隊の創設当初は旧内務官僚が中心になっていたため、連合国軍最高司令官総司令部（GHQ/SCAP）参謀第2部（G2）と連携していた有末機関など旧軍の情報参謀の入隊は遅れていた。このため在日米軍では、日米の軍事情報部門の連携を強化するため、1952年より警察士長（3等陸佐）・1等警察士（1等陸尉）クラスの中堅幕僚を在日米軍情報機関に出向させ、研修させるようになった。これが「別班」の起源となった。
そして1954年の日米相互防衛援助協定（MSA協定）の締結と前後して、時の在日米軍司令官ロジャー・マックスウェル・レイミーから首相吉田茂に送付された書簡に基づき、陸上自衛隊と在日米陸軍が合同で諜報活動を行うという秘密協定が締結された。そして1956年頃より、MIST（Military Intelligence Specialist Training、軍事情報専門家研修）として、より本格的な研修コースが開講した。在日米陸軍では、キャンプ座間の第500情報旅団からキャンプ・ドレイクに展開した分遣隊であるFDDが受け入れ部隊となった。日本側では"MIST"に語感が近い「武蔵」が秘匿名として用いられるようになった。
1960年には、ハワイで広瀬部長と太平洋陸軍情報部長が会合し、第1回の日米情報会議（JA会議）が開催された。またこの頃、研修修了者を結集して、陸幕2部長であった広瀬栄一陸将補の直轄下で発足したのが特勤班であった。1961年には日米の非公然の合同工作機関となり、陸自の班長と米軍FDD指揮官が同格で構成する合同司令部のもとに、「工作本部」および日米おのおのの「工作支援部」が配されるようになった。工作本部にはおおむね3つの工作班が設置されていたとされる。また指揮系統としては、当初は2部長の直轄下にあったが、後に2部内に連絡幕僚が置かれ、その後は情報1班長が連絡を担当するようになった。班長は2佐、総員24名だったとされている。なお「武蔵」という秘匿名は1965年に廃止され、以後は単に「特勤班」ないし「別班」と称されたとも、「小金井」と称されるようになったともいわれる。
別班は、当初はFDDと同じキャンプ・ドレイクを拠点としていたが、1973年に同地が日本に返還されたのに伴い、第500情報旅団と同じキャンプ座間に移転した。しかし同年の金大中事件で別班の関与が疑われ、衆目を集めたことから、規模を縮小して、檜町駐屯地の陸幕地下に移転したとされる。現在は組織としては消滅し、指揮通信システム・情報部の担当者が米陸軍情報部隊との連絡業務を継続してはいるものの、共同の情報活動のような密接度はないとされる。
2013年の共同通信社の報道(共同通信 2013)では、別班要員が民間人に身分を偽装し、内閣総理大臣や防衛大臣（防衛庁長官）に無断で国外活動を行ったとされ、新党大地の鈴木貴子衆議院議員が国会に質問主意書を提出する事態となった。ただし黒井文太郎は、法的・予算的な制約から「陸幕が組織的に国外で情報活動の偽装工作をするということは、現実的には無理だろう」と延べ、別班経験者が語学研修などの経験を活かして退官後に貿易業務に携わる例があったことを指摘し、その業務の傍らで自主的に行った情報収集活動の域を出ないものと結論している。また共同通信 2013では、別班の得た情報を陸上幕僚長・情報本部長に報告する際には情報の出所が明示されていなかったとされていたが、実際には陸幕や内局の上層部も報告を受けていたとされている。
なお、「情報本部電波部」の前身組織であり、シギントを担当していた陸上幕僚監部調査部第2課別室（通称：調別）とは、別の機関である。

## 主要幹部
| 官職名                      | 階級    | 氏名     | 出身校・期           | 補職発令日     | 前職                                                           |
| --------------------------- | ------- | -------- | -------------------- | -------------- | -------------------------------------------------------------- |
| 陸上幕僚長                  | 陸将    | 荒井正芳 | 防大34期             | 2025年08月01日 | 西部方面総監                                                   |
| 陸上幕僚副長                | 陸将    | 德永勝彦 | 防大36期             | 2025年08月01日 | 第8師団長                                                      |
| 監理部長                    | 陸将補  | 今井俊夫 | 防大40期             | 2025年08月01日 | 統合幕僚監部後方計画部長                                       |
| 人事教育部長                | 陸将補  | 牧野雄三 | 生徒34期・ 防大39期  | 2025年08月01日 | 陸上幕僚監部監理部長                                           |
| 運用支援・訓練部長          | 陸将補  | 浅賀政宏 | 防大38期             | 2024年12月20日 | 統合幕僚監部運用部副部長                                       |
| 防衛部長                    | 陸将補  | 末永政則 | 防大39期             | 2025年08月01日 | 陸上自衛隊富士学校機甲科部長 兼 諸職種協同センター副センター長 |
| 装備計画部長                | 陸将補  | 池田孝一 | 防大38期             | 2024年03月28日 | 陸上自衛隊関東補給処副処長                                     |
| 指揮通信システム ・情報部長 | 陸将補  | 河口弘幸 | 早稲田大学 平成6年卒 | 2025年03月24日 | 警務隊長                                                       |
| 衛生部長                    | 陸将補  | 中岸義典 | 防医大17期           | 2025年03月24日 | 自衛隊仙台病院長                                               |
| 監察官                      | 陸将補  | 満井英昭 | 防大39期             | 2024年08月02日 | 第5施設団長 兼 小郡駐屯地司令                                  |
| 法務官                      | 陸将補  | 惠谷昇平 | 防大35期             | 2024年03月28日 | 陸上自衛隊富士学校副校長 兼 諸職種協同センター長               |
| 警務管理官                  | 1等陸佐 | 廣瀬繁   |                      | 2025年03月24日 | 東部方面警務隊長                                               |

## 陸上幕僚副長
| 代                   | 氏名                  | 在職期間                | 出身校・期              | 前職                                            | 後職                            |                      |
| 警察予備隊総隊副総監 | 警察予備隊総隊副総監  | 警察予備隊総隊副総監    | 警察予備隊総隊副総監    | 警察予備隊総隊副総監                            | 警察予備隊総隊副総監            | 警察予備隊総隊副総監 |
| -------------------- | --------------------- | ----------------------- | ----------------------- | ----------------------------------------------- | ------------------------------- | -------------------- |
| 01                   | 伊関佑二郎 （警察監） | 1950.12.29 - 1951.10.29 | 東京帝国大学 昭和7年卒  | 公職資格訴願審査委員会事務局長 （総理府事務官） | 外務省連絡局長 （外務事務官）   |                      |
| 02                   | 武内征平 （警察監）   | 1951.10.30 - 1952.7.31  | 東京帝国大学 昭和4年卒  | 警察予備隊管理補給総監                          | 第一幕僚副長                    |                      |
| 第一幕僚副長         |                       |                         |                         |                                                 |                                 |                      |
| 02                   | 武内征平 （警察監）   | 1952.8.1 - 1954.6.30    | 東京帝国大学 昭和4年卒  | 警察予備隊総隊副総監                            | 調達実施本部長 （防衛庁事務官） |                      |
| 陸上幕僚副長         |                       |                         |                         |                                                 |                                 |                      |
| 03                   | 杉山茂                | 1954.7.1 - 1957.8.1     | 陸士36期・ 陸大45期     | 第一幕僚監部第三部長                            | 陸上幕僚長                      |                      |
| 04                   | 大森寛                | 1957.8.2 - 1960.3.10    | 東京帝国大学 昭和5年卒  | 第一管区総監                                    | 東部方面総監                    |                      |
| 05                   | 細田煕                | 1960.3.11 - 1962.3.11   | 陸士39期・ 陸大51期     | 陸上幕僚監部第5部長                             | 東部方面総監                    |                      |
| 06                   | 高山信武              | 1962.3.12 - 1964.3.15   | 陸士39期・ 陸大47期     | 北部方面総監                                    | 陸上幕僚監部付 →1964.4.1 退職   |                      |
| 07                   | 天野良英              | 1964.3.16 - 1965.1.15   | 陸士43期・ 陸大52期     | 第2師団長                                       | 陸上幕僚長                      |                      |
| 08                   | 山田正雄              | 1965.1.29 - 1966.4.29   | 東京帝国大学 昭和11年卒 | 陸上幕僚監部第5部長                             | 東部方面総監                    |                      |
| 09                   | 田中兼五郎            | 1966.4.30 - 1968.3.13   | 陸士45期・ 陸大54期     | 陸上幕僚監部第5部長                             | 東部方面総監                    |                      |
| 10                   | 益田兼利              | 1968.3.14 - 1969.6.30   | 陸士46期・ 陸大54期     | 陸上幕僚監部第5部長                             | 東部方面総監                    |                      |
| 11                   | 衣笠駿雄              | 1969.7.1 - 1970.6.30    | 陸士48期・ 陸大55期     | 第3師団長                                       | 陸上幕僚長                      |                      |
| 12                   | 竹田津護作            | 1970.7.1 - 1971.6.30    | 陸士49期・ 陸大58期     | 第4師団長                                       | 東部方面総監                    |                      |
| 13                   | 堀江正夫              | 1971.7.1 - 1972.3.15    | 陸士50期・ 陸大57期     | 陸上幕僚監部第5部長                             | 西部方面総監                    |                      |
| 14                   | 曲壽郎                | 1972.3.16 - 1973.1.31   | 陸士50期・ 陸大58期     | 防衛大学校幹事                                  | 陸上幕僚長                      |                      |
| 15                   | 倉重翼                | 1973.2.1 - 1974.3.15    | 陸士52期                | 陸上幕僚監部第5部長                             | 北部方面総監                    |                      |
| 16                   | 三好秀男              | 1974.3.16 - 1974.6.30   | 陸士53期・ 陸大59期     | 第11師団長                                      | 陸上幕僚長                      |                      |
| 17                   | 塚本勝一              | 1974.7.1 - 1976.3.15    | 陸士54期・ 陸大60期     | 陸上自衛隊通信学校長 兼 久里浜駐とん地司令      | 西部方面総監                    |                      |
| 18                   | 永野茂門              | 1976.3.16 - 1977.10.19  | 陸士55期                | 第11師団長                                      | 東部方面総監                    |                      |
| 19                   | 鈴木敏通              | 1977.10.20 - 1979.3.15  | 陸士57期                | 第13師団長                                      | 中部方面総監                    |                      |
| 20                   | 登張史郎              | 1979.3.16 - 1980.7.1    | 陸士57期                | 第5師団長                                       | 退職                            |                      |
| 21                   | 村松榮一              | 1980.7.1 - 1982.3.15    | 陸士59期                | 陸上幕僚監部防衛部長                            | 西部方面総監                    |                      |
| 22                   | 中村守雄              | 1982.3.16 - 1983.3.15   | 陸航士60期              | 第7師団長                                       | 北部方面総監                    |                      |
| 23                   | 馬郡道生              | 1983.3.16 - 1984.3.28   | 陸士60期                | 第2師団長                                       | 東部方面総監                    |                      |
| 24                   | 久山辰治              | 1984.3.29 - 1985.10.1   | 陸士61期                | 第11師団長                                      | 退職                            |                      |
| 25                   | 石井政雄              | 1985.10.1 - 1986.3.16   | 立教大学 昭和28年卒     | 第11師団長                                      | 陸上幕僚長                      |                      |
| 26                   | 寺島泰三              | 1986.3.17 - 1987.3.15   | 東北大学 昭和31年卒     | 第11師団長                                      | 東部方面総監                    |                      |
| 27                   | 種具正二郎            | 1987.3.16 - 1987.12.10  | 中央大学 昭和30年卒     | 第4師団長                                       | 東部方面総監                    |                      |
| 28                   | 中尾時久              | 1987.12.11 - 1989.6.29  | 防大1期                 | 第6師団長                                       | 中部方面総監                    |                      |
| 29                   | 西元徹也              | 1989.6.30 - 1991.3.15   | 防大3期                 | 第7師団長                                       | 中部方面総監                    |                      |
| 30                   | 冨澤暉                | 1991.3.16 - 1992.3.15   | 防大4期                 | 第1師団長                                       | 北部方面総監                    |                      |
| 31                   | 内田十允              | 1992.3.16 - 1993.7.1    | 防大4期                 | 第4師団長                                       | 退職                            |                      |
| 32                   | 渡邊信利              | 1993.7.1 - 1994.6.30    | 防大6期                 | 第2師団長                                       | 北部方面総監                    |                      |
| 33                   | 宮本敏明              | 1994.7.1 - 1995.6.29    | 防大7期                 | 第4師団長                                       | 中部方面総監                    |                      |
| 34                   | 藤縄祐爾              | 1995.6.30 - 1996.6.30   | 防大8期                 | 第7師団長                                       | 東部方面総監                    |                      |
| 35                   | 磯島恒夫              | 1996.7.1 - 1997.6.30    | 防大9期                 | 第6師団長                                       | 北部方面総監                    |                      |
| 36                   | 天野良晴              | 1997.7.1 - 1998.6.30    | 防大10期                | 第12師団長                                      | 西部方面総監                    |                      |
| 37                   | 山口義廣              | 1998.7.1 - 1999.12.9    | 防大11期                | 第6師団長                                       | 東部方面総監                    |                      |
| 38                   | 先崎一                | 1999.12.10 - 2001.1.10  | 防大12期                | 第3師団長                                       | 北部方面総監                    |                      |
| 39                   | 菅博敏                | 2001.1.11 - 2002.3.21   | 防大13期                | 第4師団長                                       | 東部方面総監                    |                      |
| 40                   | 森勉                  | 2002.3.22 - 2003.6.30   | 防大14期                | 第7師団長                                       | 西部方面総監                    |                      |
| 41                   | 林直人                | 2003.7.1 - 2004.8.29    | 防大15期                | 第3師団長                                       | 西部方面総監                    |                      |
| 42                   | 折木良一              | 2004.8.30 - 2005.7.27   | 防大16期                | 第9師団長                                       | 中部方面総監                    |                      |
| 43                   | 廣瀬誠                | 2005.7.28 - 2006.8.3    | 防大17期                | 第9師団長                                       | 北部方面総監                    |                      |
| 44                   | 宗像久男              | 2006.8.4 - 2007.7.2     | 防大18期                | 第6師団長                                       | 東北方面総監                    |                      |
| 45                   | 酒井健                | 2007.7.3 - 2008.7.31    | 生徒13期・ 防大19期     | 第8師団長                                       | 北部方面総監                    |                      |
| 46                   | 関口泰一              | 2008.8.1 - 2009.7.20    | 防大20期                | 第3師団長                                       | 東部方面総監                    |                      |
| 47                   | 荒川龍一郎            | 2009.7.21 - 2010.7.25   | 防大21期                | 第7師団長                                       | 中部方面総監                    |                      |
| 48                   | 渡部悦和              | 2010.7.26 - 2011.8.4    | 東京大学 昭和53年卒     | 第2師団長                                       | 東部方面総監                    |                      |
| 49                   | 久納雄二              | 2011.8.5 - 2012.7.26    | 防大22期                | 第6師団長                                       | 退職                            |                      |
| 50                   | 番匠幸一郎            | 2012.7.26 - 2013.8.21   | 防大24期                | 第3師団長                                       | 西部方面総監                    |                      |
| 51                   | 山下裕貴              | 2013.8.22 - 2014.8.4    | 大分工業大学 昭和54年卒 | 第3師団長                                       | 中部方面総監                    |                      |
| 52                   | 鈴木純治              | 2014.8.5 - 2015.8.3     | 防大26期                | 第3師団長                                       | 中部方面総監                    |                      |
| 53                   | 山之上哲郎            | 2015.8.4 - 2016.6.30    | 防大27期                | 第8師団長                                       | 東北方面総監                    |                      |
| 54                   | 湯浅悟郎              | 2016.7.1 - 2017.8.7     | 防大28期                | 第9師団長                                       | 西部方面総監                    |                      |
| 55                   | 髙田克樹              | 2017.8.8 - 2018.7.31    | 防大29期                | 第2師団長                                       | 東部方面総監                    |                      |
| 56                   | 小野塚貴之            | 2018.8.1 - 2019.8.22    | 防大30期                | 第7師団長                                       | 東部方面総監                    |                      |
| 57                   | 竹本竜司              | 2019.8.23 - 2020.8.24   | 生徒26期・ 防大31期     | 第1師団長                                       | 西部方面総監                    |                      |
| 58                   | 森下泰臣              | 2020.8.25 - 2021.12.21  | 防大32期                | 第2師団長                                       | 東部方面総監                    |                      |
| 59                   | 山根寿一              | 2021.12.22 - 2023.3.29  | 防大33期                | 第3師団長                                       | 西部方面総監                    |                      |
| 60                   | 小林弘樹              | 2023.3.30 - 2024.3.27   | 防大34期                | 第8師団長                                       | 中部方面総監                    |                      |
| 61                   | 上田和幹              | 2024.3.28 - 2025.7.31   | 防大35期                | 陸上総隊司令部幕僚長                            | 東部方面総監                    |                      |
| 62                   | 德永勝彦              | 2025.8.1 -              | 防大36期                | 第8師団長                                       |                                 |                      |